# Marc de Vos (beeldhouwer)
Marc (Marcus) de Vos (Brussel, 11 augustus 1645 – aldaar, 5 mei 1717) was een Brabants beeldsnijder. Hij drukte onder meer zijn stempel op de Grote Markt van Brussel, maar is nog niet het voorwerp geweest van diepgaande studie.

## Levensloop
Hij was de zoon van Hendrik de Vos en de kleinzoon van Jan de Vos, resp. bakker en vettewariër op de hoek van de Nieuwstraat. Zijn vader was onverwacht buiten de ammanie geboren en had daardoor het poortersrecht van Brussel verspeeld. Dit betekende ook dat hij het niet kon doorgeven aan zijn zoon Marc, die pas op 3 september 1674 de situatie kon rechtzetten.
Marc de Vos werd in 1657 leerling bij een meester van de Vier Gekroonden en in 1674/75 meester. Hij maakte een veelbelovende start als beeldhouwer. Uit het Frankrijk van Lodewijk XIV werd hem het burgerschap en de vrije uitoefening van zijn beroep aangeboden als hij zou emigreren, maar hij ging er niet op in. Vele stadsgenoten waren hem nochtans voorgegaan: Philippe de Champaigne, Philippe van Dievoet, Adam Frans van der Meulen, enz. Waarschijnlijk zag hij ervan af omdat zijn blinde vader hulpbehoevend was.
Hij was tweemaal gehuwd: eerst met Geertruyd van den Avont en na haar dood met Catarina Neyrincx.
Hij stierf in 1717 en werd begraven in de Predikherenkerk.

## Werk
Het actieterrein van De Vos was voornamelijk zijn geboortestad. Hij maakte beelhouwwerk voor het stadhuis en voor de Ommegang. In 1687 schonk hij een standbeeld van een melkboerinnetje om een waterfontein in de Boterstraat te decoreren. Het werd in 1787 overgebracht naar het Warandepark, waar het tijdens de septemberdagen beschadigd werd. Er werd een kopie gemaakt, die in 1920 terugkeerde naar de oorspronkelijke plaats.
Het praalgraf van Alphonsus van Bergen in de Sint-Romboutskathedraal, een werk van De Vos uit 1689, kwam hem op kritiek te staan omdat de kerkvorst er nogal comfortabel bij ligt. Hij werkte eraan met stadsgenoot Van Bree, een bouwmeester.
Beeldhouwwerk van De Vos siert verschillende huizen op de Grote Markt:
- Den Gulden Boom (o.a. het ruiterstandbeeld van landvoogd Max Emmanuel, in 1757 vervangen door Karel van Lorreinen)
- In den Vos: is een realisatie van De Vos (met Jan van Delen en Cornelis van Nerven)
- Den Wolf: pas geplaatst werden zijn sculpturen voor dit huis, ontworpen in 1690 door Pieter Herbosch, kapotgebombardeerd, waarna hij weer bijdroeg aan de heropbouw (onder meer de allegorische standbeelden Vrede, Recht, Tweedracht en Leugen; het Apollofronton werd pas bij een 19e-eeuwse restauratie hermaakt)

Zijn beste werk dat tot ons is gekomen, is ongetwijfeld de naturalistische preekstoel die nu in de Zavelkerk staat (de opdracht uit 1697 was voor de verdwenen Augustijnenkerk).

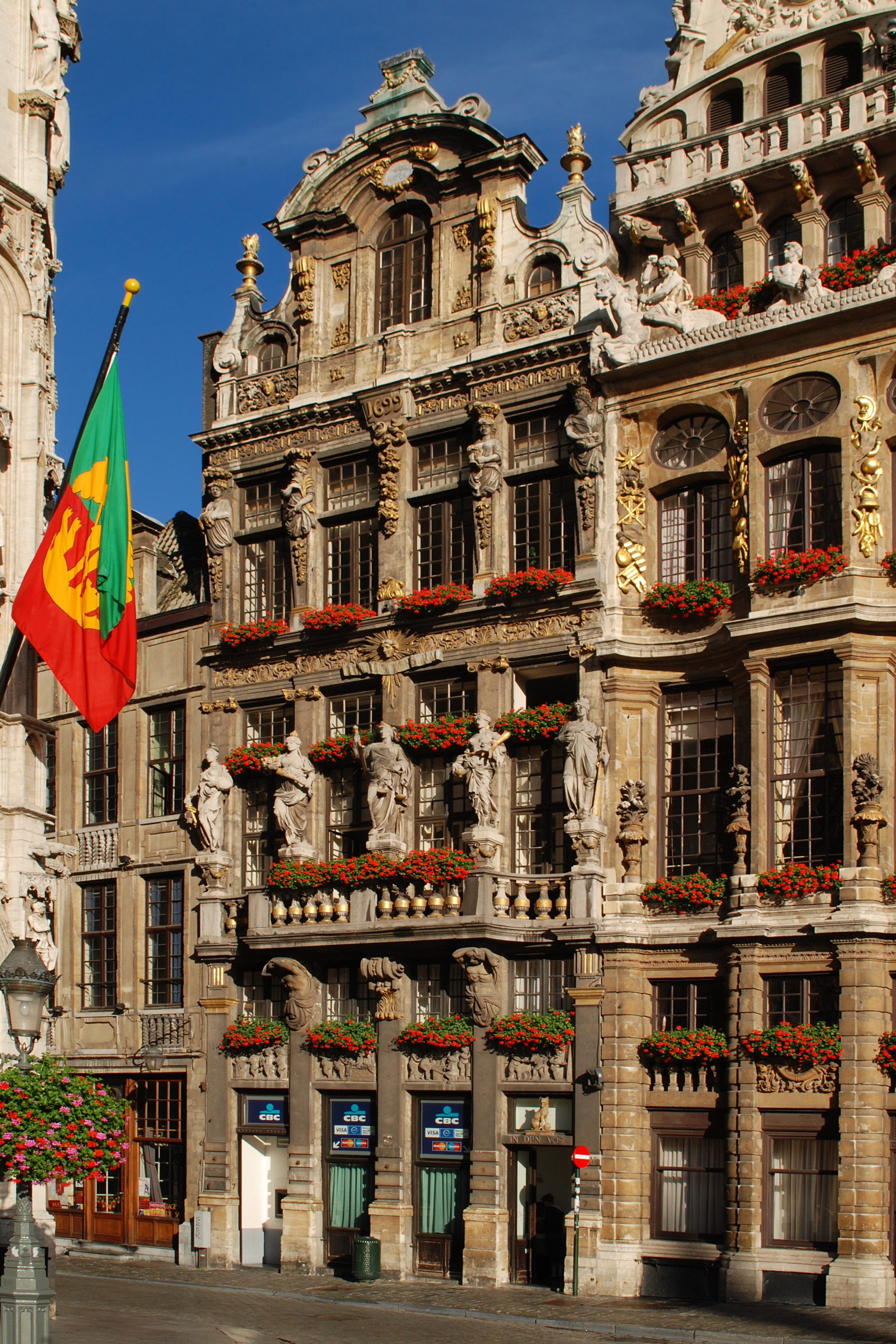
Gevelsculpturen van het huis De Wolvin
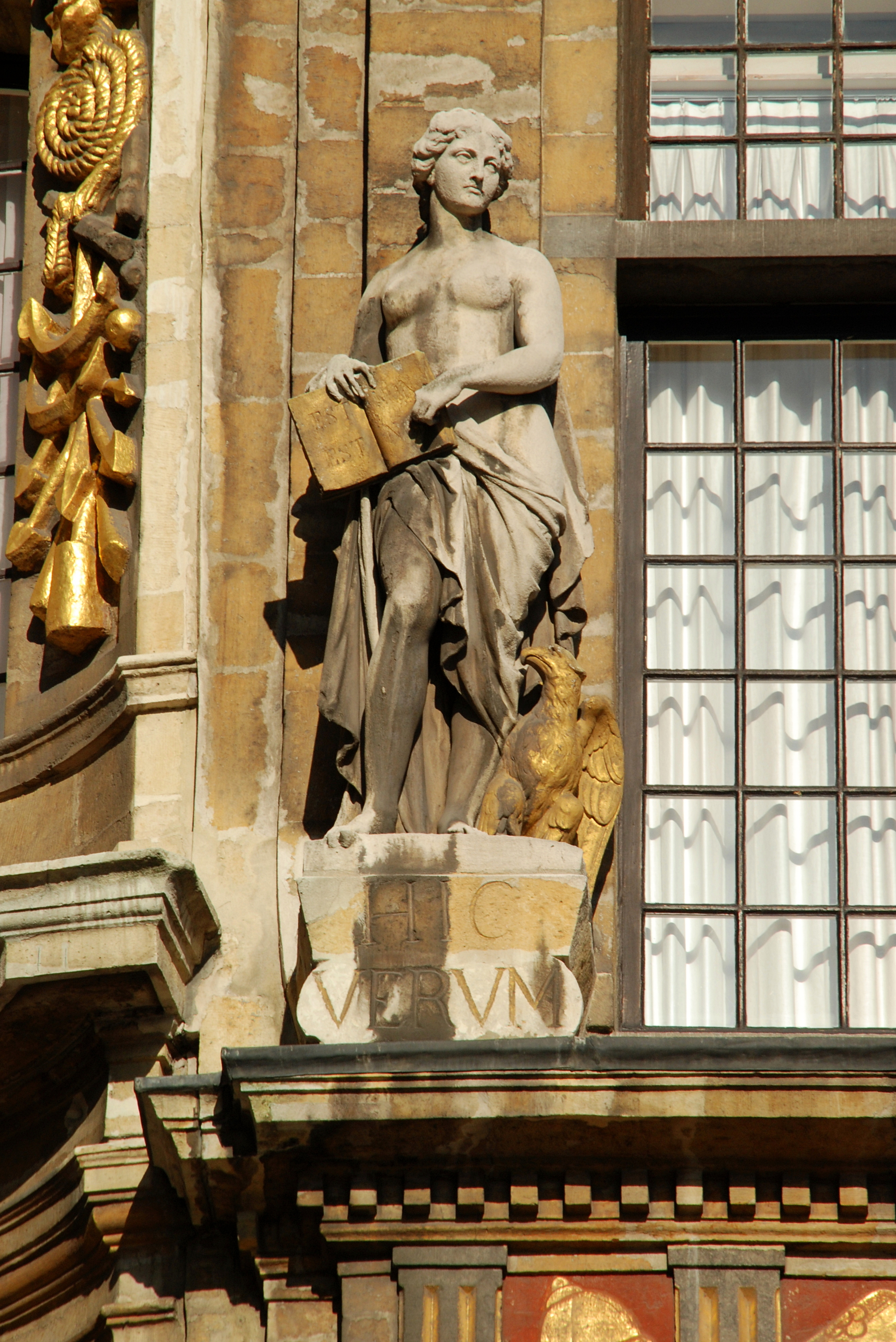
De Waarheid (huis Den Wolf)
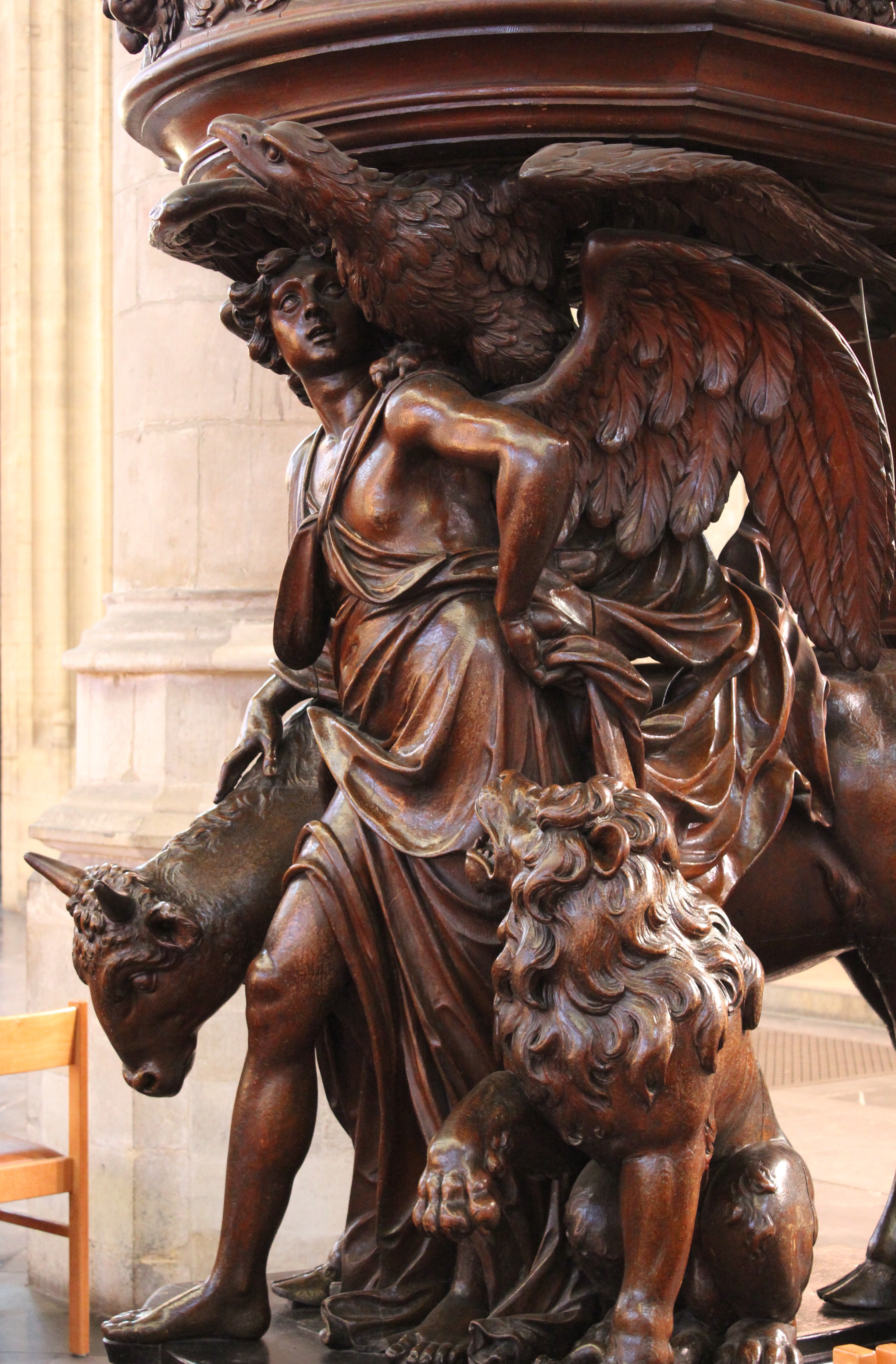
Vier evangelisten schragen de preekstoel in de Zavelkerk
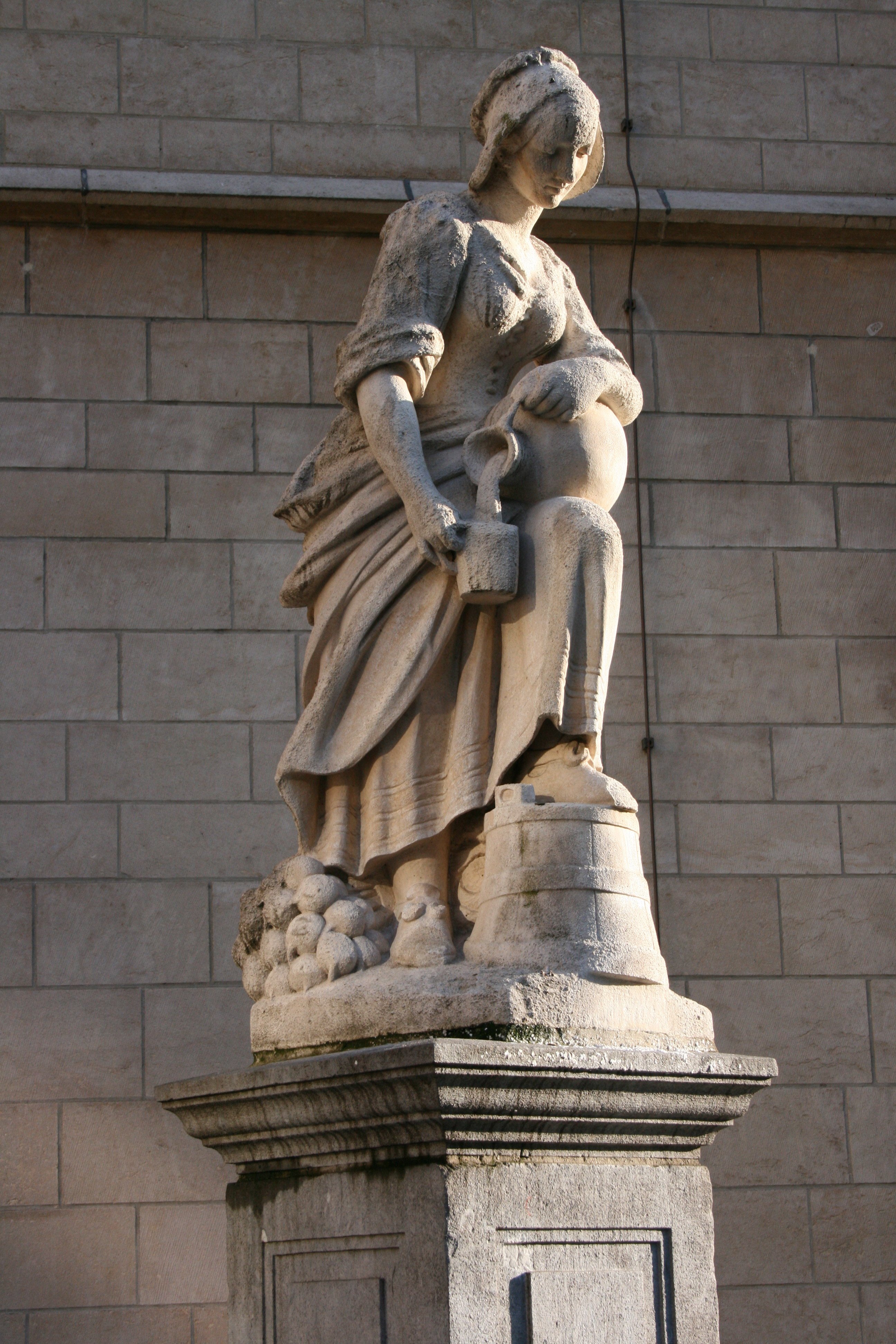
De Melkboerin in de Boterstraat

## Voetnoten
1. ↑  Jan Caluwaerts, Poorters van Brussel, 1350-1795, vol. II, 1601-1695, Leuven, 2005, p. 313: "Marcus de Vos, geboren Brussel parochie Sint-Niclaes, beltsnijder van sijnen stielen, jonckman, filius Hendrick. Hij verklaart dat hij mits sijnen voorn. vaeder bij ongeval is geboren terwijlen sijne moeder buyten was gegaen toy het verbvolgh van eenighe affairen men den suppliant niet en wil aenveerden voor borger daer nochtans Jan de Vos sijnen grootvaeder ende alle voorouders sijn geweest geboren borgers, sijnde den voors. Jan geweest backer ende vettewarier, gewoont hebbende op den hoeck vande Nieuwstraet; ende den suppliant alhier geboren onder Sinte Nicolaes prochie, nu gemerckt den suppliants vader is eenighe jaeren blint geweest ende niet en can geven om te comen tot het borgerschap ende ambachte maer ter contrarie den suppliant sijnen vader noch moet onderstant doen daer hij niet en heeft als sijen daegelijcksche dachhuere seer weynich importerende, ende sonder jactantie geschreven, sijn ambacht seer wel is verstaende, ende bij soo vere hij vrij meester waere wat eerelijckx soude connen vuytwercken ende sijnen vader ende moeder beter behulpich wesen, waertehij niet en can geraecken obsterende hem bij t'voors. het borgerschap ende bij faute van dyen sich soude van hier moeten retireren in andere quartieren alwaer namentlijck in Vranckrijck men hem het borgherschap ende vrijdom van sijne conste heeft gepresenteert - 100 fl. (Stadsrekeningen, 1300 f° 452-453, 3 september 1674)."
2. ↑  Marc Vokaer (1966). La Grand-Place de Bruxelles, p. 120.
3. ↑  Grafmonument van aartsbisschop Alphonsus van Bergen, BALaT